# Maria Rowohlt
Maria Rowohlt (geboren als Maria Pierenkämper; * 5. Juni 1910 in Bochum; † 11. April 2005 in Hamburg) war eine deutsche Schauspielerin.

## Leben

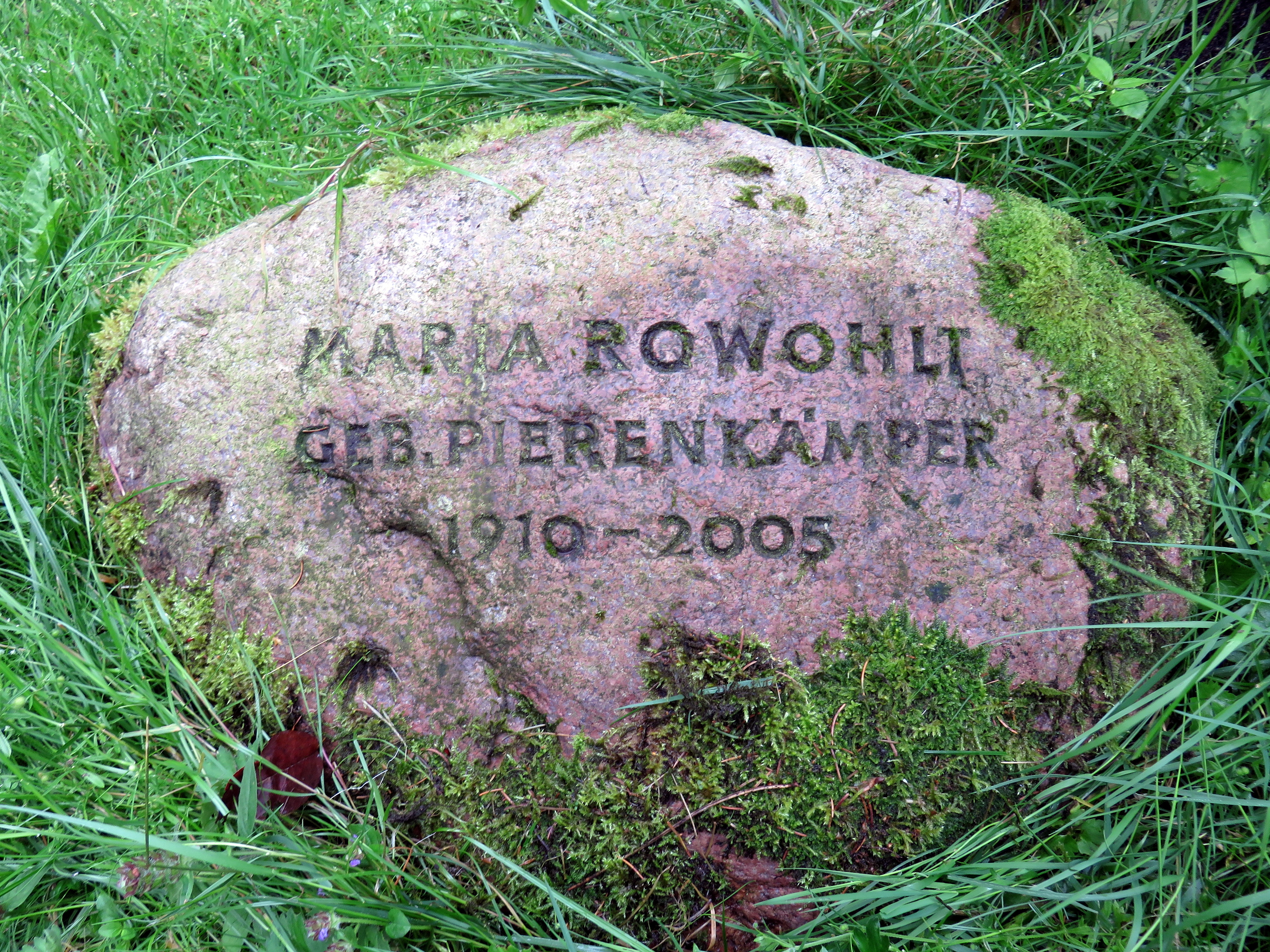
Grab von Maria Rowohlt auf dem Friedhof Volksdorf

Maria Pierenkämper schloss das Realgymnasium in Bochum ab und machte eine Schauspielausbildung bei Saladin Schmitt in Bochum. Sie arbeitete in den 1930er und 1940er Jahren als Schauspielerin zunächst am Schillertheater in Berlin und am Schauspielhaus Zürich. Auch in Bochum, Gera, Essen, Darmstadt, Wiesbaden, Frankfurt am Main und Hamburg stand sie auf der Bühne. Später arbeitete sie noch gelegentlich als Filmschauspielerin.
In dritter Ehe war sie mit dem Maler Max Rupp verheiratet, als sie 1945 vom Verleger und Verlagsbuchhändler Ernst Rowohlt ihren Sohn Harry Rowohlt bekam. Erst Mitte der 1950er Jahre ließ sie sich von Rupp scheiden und heiratete 1957 den über 20 Jahre älteren Rowohlt, der bereits 1960 starb.
Maria Rowohlt starb 2005 im Alter von 94 Jahren in Hamburg.

## Filmografie (Auswahl)
- 1939: Drei wunderschöne Tage
- 1965: Ankunft bei Nacht (TV-Film)